# Horst Mahler
Pour les articles homonymes, voir Mahler (homonymie).
Horst Mahler, né le 23 janvier 1936 à Haynau (province de Basse-Silésie, Troisième Reich) et mort le 27 juillet 2025 à Berlin (Allemagne), est un avocat allemand. Il est membre fondateur de l'organisation révolutionnaire Fraction armée rouge dans les années 1970 puis défend des positions néonazies et négationnistes.

## Biographie

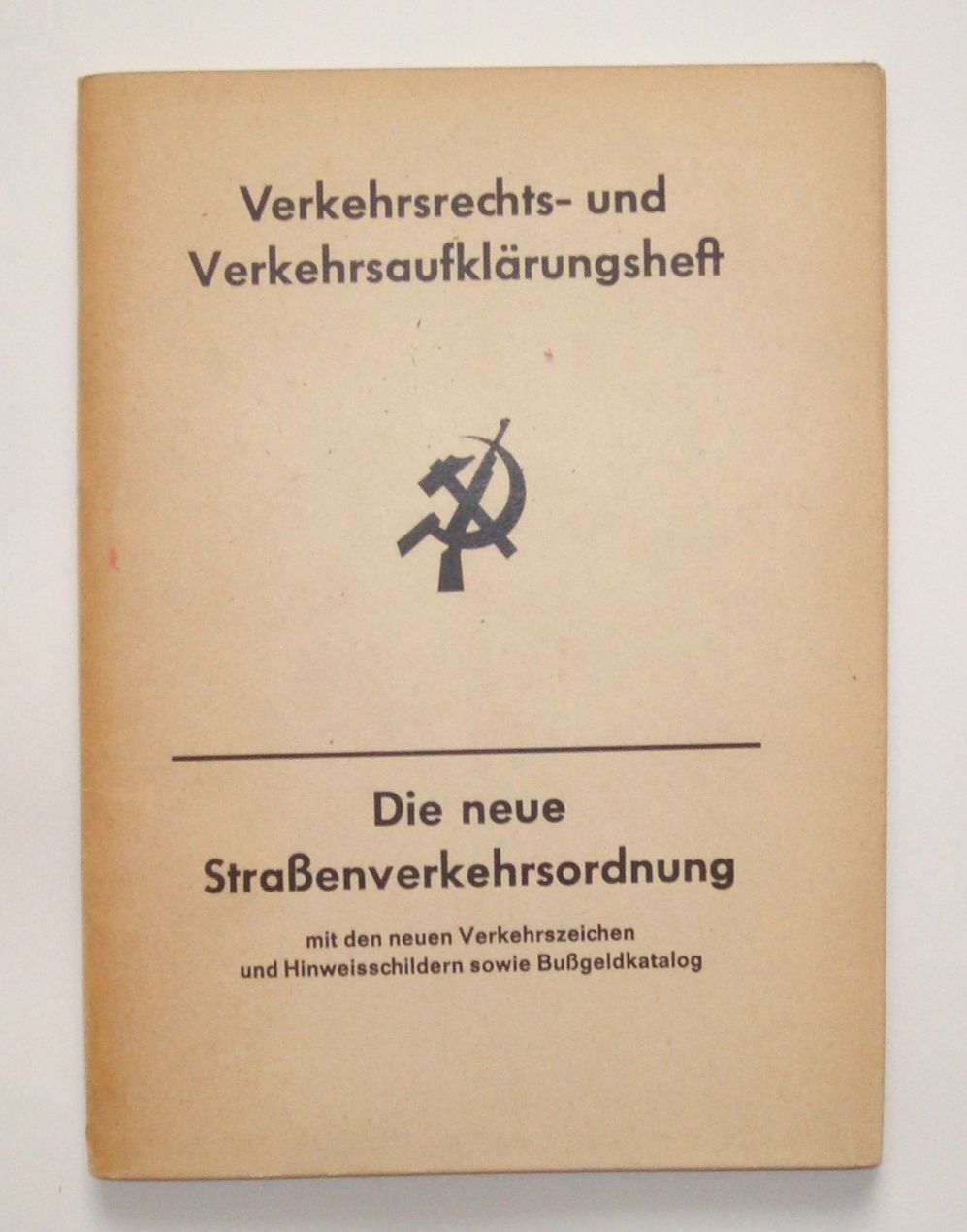
Texte rédigé en 1971 par Horst Mahler, cofondateur de la RAF, sous couvert d'un code de la route. Il contient le texte « Combler les lacunes de la théorie révolutionnaire – Construire l’Armée rouge ! ».

Fils de nazis militants, Horst Werner Dieter Mahler soutient dans sa jeunesse les mouvements de gauche allemands dont il est un des avocats. Il devient l'un des membres fondateurs de la Fraction armée rouge en 1970 et participe alors à des braquages et à une évasion d'Andreas Baader. Il s'enfuit comme plusieurs autres militants dans les camps palestiniens en Jordanie et sera emprisonné plusieurs années dans ce pays, puis en Allemagne.
Le 8 octobre 1970, il est arrêté avec Brigitte Asdonk, Ingrid Schubert, Irene Goergens et Monika Berberich, puis ils sont tous placés en isolement total. Il est alors défendu par Otto Schily qui sera de 1998 à 2005, ministre fédéral de l'Intérieur dans la coalition rouge-verte de Gerhard Schröder:
Condamné à quatorze ans de prison, il est libéré au début 1980, grâce à son avocat Gerhard Schröder (futur chancelier fédéral d'Allemagne), après avoir purgé les deux tiers de la peine. En 1987 il est réintégré au barreau d'Allemagne. Il s'installe alors comme avocat d'affaires. Durant sa détention, Mahler a changé d'opinions politiques. Il rejoint en août 2000 le Parti national-démocrate d'Allemagne (NPD), un parti allemand d'extrême droite et soutient ouvertement leurs idées.
Niant l'existence des chambres à gaz et affirmant « que nous (l'Allemagne) ayons systématiquement assassiné six millions de juifs est un mensonge », il a été condamné pour cela plusieurs fois par les tribunaux allemands :
- 7 800 euros d'amende en mai 2004 pour avoir fait l'apologie des attentats du 11 septembre 2001[5],
- six mois de prison le 23 novembre 2007 par le tribunal de Cottbus, dans l'est de l'Allemagne, pour avoir fait le salut hitlérien[6],
- dix mois de prison en avril 2008 pour avoir nié la Shoah et pour avoir salué d'un « Heil Hitler » un animateur juif qui l'interviewait à la télévision[5],
- six ans le 25 février 2009, par le tribunal de Munich pour « incitation à la haine raciale » en ayant qualifié l'Holocauste de « plus énorme mensonge de l'histoire du monde »[7],
- cinq ans et deux mois le 12 mars 2009, peine cumulative de la peine précédente, pour négationnisme, par le tribunal de Potsdam[5].

Il est incarcéré depuis sa condamnation du 25 février 2009, pour plus de onze ans de prison.
En juillet 2015, il est libéré pour des raisons de santé, dont un diabète ayant entrainé l'amputation de la jambe gauche. Le 19 avril 2017, il aurait dû réintégrer la prison, mais ne se présente pas. Considéré comme fugitif, il est arrêté le 15 mai 2017 en Hongrie et remis aux autorités allemandes le 13 juin suivant. Il est libéré le 26 octobre 2020.
Il est en relation de couple avec Sylvia Stolz.
Horst Mahler meurt le 27 juillet 2025 à Berlin, à l'âge de 89 ans.